# 北海道道956号小樽環状線
北海道道956号小樽環状線（ほっかいどうどう956ごう おたるかんじょうせん）は、北海道小樽市内を結ぶ一般道道（北海道道）である。

## 概要
小樽市街地を山側に迂回するバイパス道路として機能している。小樽市塩谷から最上にかけて急勾配かつ急カーブが連続する区間を短縮するトンネル化事業（仮称・最上トンネル）が行われており、2025年度の完成を目指している。

### 路線データ
- 起点：北海道小樽市塩谷（国道5号交点）
- 終点：北海道小樽市新光（国道5号交点）
- 総延長：18.372 km
- 実延長：13.221 km
- 重用延長：5.151 km

### 道路管理者
- 後志総合振興局 小樽建設管理部 事業課

## 歴史
- 1978年（昭和53年）5月6日 - 路線認定[2]。
- 1999年（平成11年）2月4日 - 望洋台トンネル開通。

## 路線状況

### 重複区間
- 北海道道697号天神南小樽停車場線（小樽市最上1丁目 - 小樽市奥沢4丁目）
- 国道393号（小樽市奥沢4丁目 - 小樽市真栄2丁目）
- 北海道道1号小樽定山渓線（小樽市新光4丁目 - 小樽市新光2丁目）

### 道路施設

#### 主なトンネル
- 望洋台トンネル（401 m、小樽市朝里川温泉）

## 地理

### 通過する自治体
- 後志総合振興局
  - 小樽市

### 交差する道路
小樽市
- 国道5号 - 塩谷（起点）
- 北海道道1173号小樽塩谷インター線 - 塩谷
- 北後志東部広域農道（フルーツ街道） - 塩谷
- 北海道道697号天神南小樽停車場線 - 最上1丁目、奥沢4丁目（重複）
- 国道393号 - 奥沢4丁目、真栄2丁目（重複）
- 北海道道1号小樽定山渓線 - 新光（重複）
- 札樽自動車道 朝里IC - 新光
- 国道5号 - 新光（終点）

### 沿線にある施設など
小樽市
- JR北海道 函館本線 塩谷駅
- 北照高等学校
- 小樽最上郵便局
- 小樽市立向陽中学校
- 小樽市立天神小学校
- 小樽市立望洋台中学校
- 望洋東公園
- スーパーセンタートライアル小樽朝里店
- 小樽自動車学校
- 小樽市立朝里小学校
- 朝里郵便局